# 伊赫拉瓦河
伊赫拉瓦河是捷克的河流，屬於斯夫拉特卡河的右支流，河道全長180.8公里，流域面積2,996.5平方公里，是波希米亞和摩拉維亞之間的分界線。

## 外部連結
- Information at the Water Management Research Institute